# Robert Hossein
Robert Hossein, vlastním jménem Abraham Hosseinoff, (30. prosince 1927, Paříž, Francie – 31. prosince 2020) byl francouzský filmový a divadelní režisér, herec a scenárista, známý zejména svou rolí Joffreyho de Peyraca v sérii filmů o Angelice s Michèle Mercier v hlavní roli.

## Život

### Herecká kariéra
Syn ázerbájdžánského skladatele André Hosseina a komediální herečky, původem z městečka Sorok v Besarábii. Robert Hossein začal navštěvovat velmi brzy divadelní kurzy, především u Reného Simona a Tani Balachové. Získal svůj první úspěch ve věku 19 let v jedné z rolí ve hře Les Voyous (Lupiči). Dále si zahrál v inscenacích Docteur Jekyll et Mister Hyde, La Chair de l'orchidée – podle Jamese Hadley Chase – nebo v Homme traqué (Pronásledovaný muž) – podle Francise Carca. Svou filmovou kariéru počal v roce 1948 v Le Diable Boiteux od Sacha Guitry, kde si zahrál malou roli jako komparzista. Jeho kariéra vrcholí ve filmu Julese Dassina, Du Rififi chez les hommes (kde si zahrál s Brigitte Bardotovou) a ve filmu Madame Sans Gêne (zde se Sofií Lorenovou).
V roce 1955 režíroval svůj první film Les Salauds vont en enfer (Bastardi jdou do pekla), kde si rovněž zahrál, a to po boku své skutečné ženy, Mariny Vladyové. Film nebyl nijak zvlášť kvalitní, ale právě díky sňatku, který těsně před jeho natáčením uzavřel, se stal mediálně sledovanou záležitostí. Spolu hráli také v koprodukčním dobrodružně-kriminálním filmu o výpravě francouzských studentů do Tater (byl to vůbec první československý širokoúhlý film) V proudech, který roku 1957 natočil Vladimír Vlček (francouzský název zněl La Liberté Surveillée, doslova Svoboda pod dohledem). Po filmu Pardonnez nos offenses (Odpusťte naše dluhy), režíroval v roce 1956 a Toi le venin (Ty – jedovatče), se konečně v roce 1964 objevil v roli romantického hrdiny, ztělesňující Joffreye de Peyraca v snímku Angelique Marquise des Anges (Angelika, markýza andělů) a posléze v intimnější roli ve filmu La Musica (Hudba) – podle Marguerite Durasové – v roce 1967.
V roce 1968 obsadil Michèle Mercier, svoji partnerku z Angeliky, do filmu Une corde, un colt. Jedná se o francouzský western, který sám nejen režíroval, ale si v něm i zahrál. Neobvyklou rolí je kněz, který kvůli lásce k dívce Françoise (Claude Jade) odejde z církve a stane se komunistou, ve filmu Zakázaní kněží (1973), čtvrtém Hosseinově snímku natočeném pod vedením Denyse de La Patellièra.
V roce 1970 si vzal na starost populární divadlo v Remeši a pokoušel se o divadlo jako o opravdové kinematografické představení. Po svém návratu do Paříže vytvořil sérii velkých představení v Palais des Sports a v Palais des Congrès, kde publikum zaujal rolí v Le Cuirassé Potemkine, Notre-Dame de Paris nebo v díle Danton et Robespierre. Muzikál Bídníci v Hosseinově režii dosáhl velkého úspěchu a byl reprízován na Broadwayi.
V roce 1979 se podílel na díle Dieu existe? Oui (Existuje Bůh? Ano.). Od roku 2000 byl osm let ředitelem divadla Marigny. Roku 2007 představil dílo N'ayez pas peur (Nebojte se) o životě papeže Jana Pavla II. V roce 2009 natočil film Muž a jeho pes s J.-P. Belmondem režiséra Francise Hustera.

### Osobní život
23. prosince 1955 se oženil s Marinou Vladyovou, později se s ní rozvedl, aby se 7. června 1962 mohl znovu oženit s Carolinne Eliacheff (tehdy patnáctiletou dcerou Françoise Girou). Ani druhé manželství mu nevydrželo a 28. června 1976 si vzal Candice Patou. V letech 1973–1974 byl zasnouben s Michele Watrin, která ale roku 1974 zemřela při autonehodě. Ve věku padesáti let se nechal pokřtít jako římský katolík.
Měl celkem čtyři syny: Pierra, Igora (z prvního manželství), Nicolase (známý jako rabín Aaron Eliacheff) a Juliena (z třetího manželství). Aaron, kterého měl z druhého manželství s Caroline Eliacheff, je rabínem a vyučuje náboženství ve Štrasburku.

## Filmografie

### Film
- 1948 Les Souvenirs ne sont pas à vendre, režie Robert Hennion
- 1948 Le Diable boiteux, režie Sacha Guitry
- 1948 Aux yeux du souvenir, režie Jean Delannoy
- 1949 Maya, režie Raymond Bernard
- 1954 Quai des blondes, de Paul Cadéac
- 1955 Série noire, režie Pierre Foucaud
- 1955 Du rififi chez les hommes, režie Jules Dassin
- 1956 Les salauds vont en enfer, režie Robert Hossein podle Frédéric Dard
- 1956 Pardonnez nos offenses, režie Robert Hossein
- 1956 Crime et châtiment, režie Georges Lampin
- 1957 Sait-on jamais..., režie Roger Vadim
- 1957 Méfiez-vous fillettes, režie Yves Allégret
- 1958 La Liberté surveillée, režie Henri Aisner a Vladimír Vlček
- 1959 Toi, le venin, režie Robert Hossein podle Frédéric Dard
- 1959 La Sentence, režie Jean Valère
- 1959 Les Scélérats, režie Robert Hossein
- 1959 Des femmes disparaissent, režie Édouard Molinaro
- 1959 Du rififi chez les femmes, režie Alex Joffé
- 1959 La Nuit des espions, režie Robert Hossein
- 1960 La Menace, režie Gérard Oury
- 1960 Les Canailles, režie Maurice Labro
- 1961 Le Jeu de la vérité, režie Robert Hossein
- 1961 Le Goût de la violence, režie Robert Hossein
- 1962 Pourquoi Paris?, režie Denys de La Patellière
- 1962 Les Petits Matins, režie Jacqueline Audry
- 1962 Le Monte-Charge, režie Marcel Bluwal
- 1962 Madame Sans-Gêne, režie Christian-Jaque
- 1962 Le Repos du guerrier, režie Roger Vadim
- 1963 Commissaire mène l'enquête (část Pour qui sonne le...), režie Fabien Collin
- 1963 Chair de poule, režie Julien Duvivier
- 1963 Le Meurtrier, režie Claude Autant-Lara
- 1963 Le Vice et la vertu, režie Roger Vadim
- 1963 Les Grands Chemins, režie Christian Marquand
- 1964 La Mort d'un tueur, režie Robert Hossein
- 1964 Banco à Bangkok pour OSS 117, režie André Hunebelle
- 1964 Les Yeux cernés, režie Robert Hossein
- 1964 Angelika, markýza andělů, režie Bernard Borderie
- 1965 Le Vampire de Düsseldorf, režie Robert Hossein
- 1965 Guerre secrète (The Dirty Game), režie Christian-Jaque, Werner Klingler,
- 1965 La Fabuleuse Aventure de Marco Polo, režie Denys de La Patellière a Noël Howard
- 1965 Le Tonnerre de Dieu, režie Denys de La Patellière
- 1966 La Seconde vérité, režie Christian-Jaque
- 1966 Mademoiselle de Maupin (Madamigella di Maupin), režie Mauro Bolognini
- 1966 La Longue Marche, režie Alexandre Astruc
- 1966 Angelika a král, režie Bernard Borderie
- 1966 Brigade antigangs, režie Bernard Borderie
- 1967 Lamiel, režie Jean Aurel
- 1967 L'Homme qui trahit la mafia, režie Charles Gérard
- 1967 La Musica, režie Marguerite Duras a Paul Seban
- 1967 J'ai tué Raspoutine, režie Robert Hossein
- 1967 Nezkrotná Angelika, režie Bernard Borderie
- 1968 La Petite vertu, režie Serge Korber
- 1968 Maldonne, režie Sergio Gobbi
- 1968 La Leçon particulière, režie Michel Boisrond
- 1968 La Femme écarlate, režie Jean Valère
- 1968 Angelika a sultán, režie Bernard Borderie
- 1968 Pas de roses pour OSS 117, režie Renzo Cerrato, Jean-Pierre Desagnat a André
- 1969 Le Temps des loups, režie Sergio Gobbi
- 1969 Les Conspirateurs (Nell'anno del Signore), režie Luigi Magni
- 1969 Les Libertines (Las Bellas), režie Pierre Chenal
- 1969 La Bataille de El Alamein (La Battaglia di El Alamein), režie Giorgio Ferroni
- 1969 Une corde, un Colt, režie Robert Hossein
- 1969 La Vie, l'Amour, la Mort, režie Claude Lelouch
- 1969 Le Voleur de crimes, režie Nadine Trintignant
- 1969 Sept hommes pour Tobrouk (La Battaglia del deserto), režie Mino Loy
- 1970 Point de chute, režie Robert Hossein
- 1971 Le Juge, režie Federico Chentrens a Jean Girault
- 1971 La Part des lions, režie Jean Larriaga
- 1971 Le Casse, režie Henri Verneuil
- 1972 Hellé, režie Roger Vadim
- 1972 Un meurtre est un meurtre, režie Étienne Périer
- 1973 Don Juan 73 ou Si Don Juan était une femme..., režie Roger Vadim
- 1973 Un officier de police sans importance, režie Jean Larriaga
- 1973 Prêtres interdits, režie Denys de La Patellière
- 1974 Le Protecteur, režie Roger Hanin
- 1975 Le Faux-cul, režie Roger Hanin
- 1978 L'Amant de poche, režie Bernard Queysanne
- 1979 Démons de midi, režie Christian Paureilhe
- 1981 Les Uns et les Autres, režie Claude Lelouch
- 1981 Le Professionnel, režie Georges Lautner
- 1982 Bídníci, režie Robert Hossein
- 1982 Le Grand pardon, režie Alexandre Arcady
- 1983 Surprise Party, režie Roger Vadim
- 1983 Jedni a druzí, režie Claude Lelouch (TV seriál)
- 1986 Le Caviar rouge, režie Robert Hossein
- 1986 Un homme et une femme: vingt ans déjà, režie Claude Lelouch
- 1987 Lévy et Goliath, režie Gérard Oury
- 1989 Les Enfants du désordre, režie Yannick Bellon
- 1992 L'Inconnu dans la maison, režie Georges Lautner
- 1994 L'Affaire, režie Sergio Gobbi
- 1995 Bídníci 20. století režie Claude Lelouch
- 1997 M.D.C. – Maschera di cera, režie Sergio Stivaletti
- 1999 Venuše, salon krásy, režie Tonie Marshall
- 2003 San-Antonio (San Antonio), režie Frédéric Auburtin
- 2006 La Disparue de Deauville, režie Sophie Marceau
- 2009 Un homme et son chien, režie Francis Huster

### Televize
- 1973 Vogue la galère, režie Raymond Rouleau
- 1974 Le Tour d'écrou, režie Raymond Rouleau
- 1978 Emmenez-moi au théâtre: Pas d'orchidées pour Miss Blandisch, režie Claude Barma
- 1988 La Croisade des enfants, režie Serge Moati
- 2005 Le Juge, de Vincenzo Marano
- 2006 Petits meurtres en famille, režie Edwin Baily
- 2008 Vénus et Apollon, režie Pascal Lahmani